# 더 하우스 아이 라이브 인
더 하우스 아이 라이브 인(The House I Live In)은 미국에서 제작된 머빈 르로이 감독의 1945년 드라마 영화이다. 프랭크 시나트라 등이 주연으로 출연하였고 머빈 르로이 등이 제작에 참여하였다.

## 출연

### 주연
- 프랭크 시나트라
- 테디 인퍼

### 조연
- 해리 맥킴
- 메릴 로딘
- 엑셀 스토달